# راي ولز
راي ولز (بالإنجليزية: Ray Wells)‏ هو لاعب كرة قدم أمريكية أمريكي، ولد في 20 أغسطس 1980 في أوكلاند في الولايات المتحدة.

## وصلات خارجية
- راي ولز على موقع مرجع كرة القدم المحترفة.كوم (الإنجليزية)
- راي ولز على موقع JustSportsStats.com (الإنجليزية)